# David di Donatello 2020
La 65a edició dels premis David di Donatello, concedits per l'Acadèmia del Cinema Italià, inicialment era prevista per al 3 d'abril de 2020, però va tenir lloc el 8 de maig a Roma després de les disposicions d'emergència relacionades amb la propagació de la pandèmia per COVID-19.
Emès en directe en prime time a Rai 1, va ser dirigit per Carlo Conti mentre els candidats estaven connectats en vídeo i responien a les preguntes fetes des de l'estudi. Al principi de l'emissió, Conti va llegir un missatge dirigit al món del cinema pel president de la República d'Itàlia Sergio Mattarella. Les candidatures es van anunciar el 18 de febrer de 2020; les pel·lícules que van rebre més nominacions van ser Il traditore' amb 18, Il primo re i Pinocchio amb 15.
Il traditore de Marco Bellocchio és la pel·lícula que va guanyar més premis (6), inclosa la de millor pel·lícula, la direcció i l'actor principal, seguida de Pinocchio de Matteo Garrone Il primo re de Matteo Rovere (3) i La dea fortuna de Ferzan Özpetek. (2)

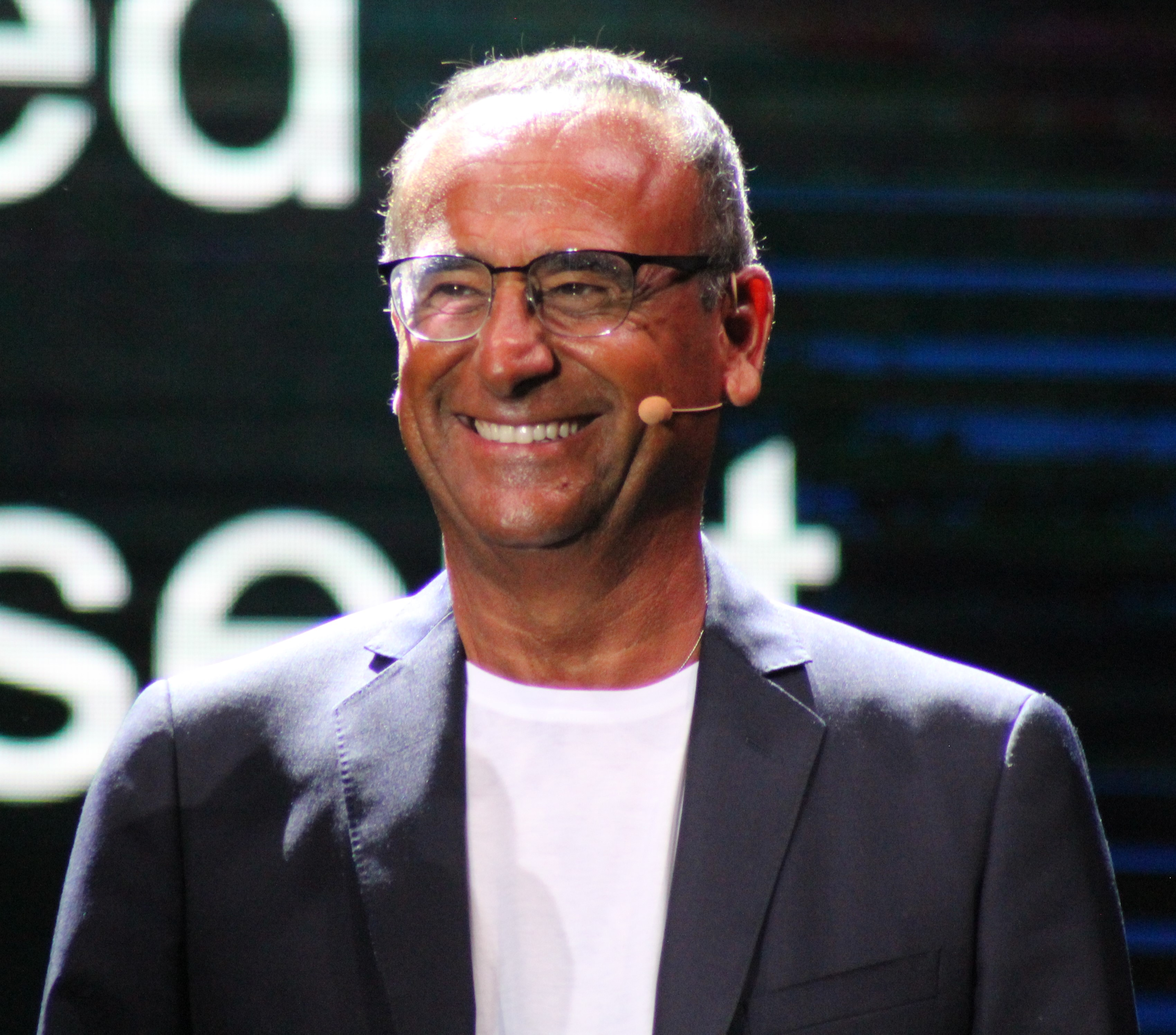
Carlo Conti presentador de la gala per segon cop.

## Guanyadors

### Millor pel·lícula
- Il traditore, dirigida per Marco Bellocchio
- Il primo re, dirigida per Matteo Rovere
- La paranza dei bambini, dirigida per Claudio Giovannesi
- Martin Eden, dirigida per Pietro Marcello
- Pinocchio, dirigida per Matteo Garrone

### Millor director
- Marco Bellocchio - Il traditore
- Matteo Garrone - Pinocchio
- Claudio Giovannesi - La paranza dei bambini
- Pietro Marcello - Martin Eden
- Matteo Rovere - Il primo re

### Millor director novell
- Phaim Bhuiyan - Bangla
- Igort - 5 è il numero perfetto
- Leonardo D'Agostini - Il campione
- Marco D'Amore - L'immortale
- Carlo Sironi - Sole

### Millor guió original
- Marco Bellocchio, Ludovica Rampoldi, Valia Santella, Francesco Piccolo - Il traditore
- Phaim Bhuiyan, Vanessa Picciarelli - Bangla
- Filippo Gravino, Francesca Manieri, Matteo Rovere - Il primo re
- Gianni Romoli, Silvia Ranfagni, Ferzan Özpetek - La dea fortuna
- Valerio Mieli - Ricordi?

### Millor guió adaptat
- Maurizio Braucci, Pietro Marcello - Martin Eden
- Mario Martone, Ippolita di Majo - Il sindaco del rione Sanità
- Jean-Luc Fromental, Thomas Bidegain, Lorenzo Mattotti - La famosa invasione degli orsi in Sicilia
- Claudio Giovannesi, Roberto Saviano, Maurizio Braucci - La paranza dei bambini
- Matteo Garrone, Massimo Ceccherini - Pinocchio

### Millor productor
- Groenlandia, Gapbusters, Rai Cinema, Roman Citizen - Il primo re
- Domenico Procacci, Anna Maria Morelli (TIMvision) - Bangla
- IBC Movie, Kavac Film, Rai Cinema - Il traditore
- Pietro Marcello, Beppe Caschetto, Thomas Ordonneau, Michael Weber, Viola Fügen, Rai Cinema - Martin Eden
- Archimede, Rai Cinema, Le Pacte - Pinocchio

### Millor actriu
- Jasmine Trinca - La dea fortuna
- Valeria Bruni Tedeschi - I villeggianti
- Isabella Ragonese - Mio fratello rincorre i dinosaure
- Linda Caridi - Ricordi?
- Lunetta Savino - Rosa
- Valeria Golino - Tutto il mio folle amore

### Millor actor
- Pierfrancesco Favino - Il traditore
- Toni Servillo - 5 è il numero perfetto
- Alessandro Borghi - Il primo re
- Francesco Di Leva - Il sindaco del rione Sanità
- Luca Marinelli - Martin Eden

### Millor actriu no protagonista
- Valeria Golino - 5 è il numero perfetto
- Anna Ferzetti - Domani è un altro giorno
- Tania Garribba - Il primo re
- Maria Amato - Il traditore
- Alida Baldari Calabria - Pinocchio

### Millor actor no protagonista
- Luigi Lo Cascio - Il traditore
- Carlo Buccirosso - 5 è il numero perfetto
- Stefano Accorsi - Il campione
- Fabrizio Ferracane - Il traditore
- Roberto Benigni - Pinocchio

### Millor músic
- Orchestra di piazza Vittorio - Il flauto magico di piazza Vittorio
- Andrea Farri - Il primo re
- Nicola Piovani - Il traditore
- Dario Marianelli - Pinocchio
- Thom Yorke - Suspiria

### Millor cançó original
- Che vita meravigliosa (música, lletra i interpretada per Diodato) - La dea fortuna
- Festa (música d'Aiello, lleetra deShoshi Md Ziaul i Aiello, interpretada per Moonstar Studio) - Bangla
- Rione Sanità (música, lletra i interpretada per Ralph P) - Il sindaco del rione Sanità
- Un errore di distrazione (música, lletra i interpretada per Brunori Sas) - L'ospite
- Suspirium (música, lletra i interpretada per Thom Yorke) - Suspiria

### Millor fotografia
- Daniele Ciprì - Il primo re
- Vladan Radovic - Il traditore
- Francesco Di Giacomo - Martin Eden
- Nicolaj Brüel - Pinocchio
- Daria D'Antonio - Ricordi?

### Millor escenografia
- Dimitri Capuani - Pinocchio
- Nello Giorgetti - 5 è il numero perfetto
- Tonino Zera - Il primo re
- Andrea Castorina - Il traditore
- Inbal Weinberg - Suspiria

### Millor vestuari
- Massimo Cantini Parrini - Pinocchio
- Nicoletta Taranta - 5 è il numero perfetto
- Valentina Taviani - Il primo re
- Daria Calvelli - Il traditore
- Andrea Cavalletto - Martin Eden

### Millor maquillatge
- Dalia Colli, Mark Coulier - Pinocchio
- Andreina Becagli - 5 è il numero perfetto
- Roberto Pastore, Andrea Leanza, Valentina Visintin, Lorenzo Tamburini - Il primo re
- Dalia Colli, Lorenzo Tamburini - Il traditore
- Fernanda Perez - Suspiria

### Millor perruqueria
- Francesco Pegoretti - Pinocchio
- Marzia Colomba - Il primo re
- Alberta Giuliani - Il traditore
- Daniela Tartari - Martin Eden
- Manolo García - Suspiria

### Millor muntatge
- Francesca Calvelli - Il traditore
- Granni Vezzosi - Il primo re
- Jacopo Quadri - Il sindaco del rione Sanità
- Aline Hervé, Fabrizio Federico - Martin Eden
- Marco Spoletini - Pinocchio

### Millor so
- Il primo re
- 5 è il numero perfetto
- Il traditore
- Martin Eden
- Pinocchio

### Millors efectes especials
- Rodolfo Migliari i Theo Demeris - Pinocchio
- Giuseppe Squillaci - 5 è il numero perfetto
- Francesco Grisi i Gaia Bussolati - Il primo re
- Rodolfo Migliari - Il traditore
- Luca Saviotti - Suspiria

### Millor documental
- Selfie, dirigida per Agostino Ferrente
- Citizen Rosi, dirigida per Didi Gnocchi e Carolina Rosi
- Fellini fine mai, dirigida per Eugenio Cappuccio
- La mafia non è più quella di una volta, dirigida per Franco Maresco
- Se c'è un aldilà sono fottuto - Vita e cinema di Claudio Caligari, dirigida per Simone Isola e Fausto Trombetta

### Millor curtmetratge
- Inverno, dirigida per Giulio Mastromauro[1]
- Baradar, dirigida per Beppe Tufarulo
- Il nostro tempo, dirigida per Veronica Spedicati
- Mia sorella, dirigida per Saverio Cappiello
- Unfolded, dirigida per Cristina Picchi

### Millor pel·lícula estrangera
- Paràsits (기생충, 寄生蟲), dirigida per Bong Joon-ho[1]
- Once Upon a Time in Hollywood, dirigida per Quentin Tarantino
- Green Book, dirigida per Peter Farrelly
- Joker, dirigida per Todd Phillips
- J'accuse, dirigida per Roman Polański

### Premi David Jove
- Mio fratello rincorre i dinosaure, dirigida per Stefano Cipani
- Il traditore, dirigida per Marco Bellocchio
- L'uomo del labirinto, dirigida per Donato Carrisi
- La dea fortuna, dirigida per Ferzan Özpetek
- Martin Eden, dirigida per Pietro Marcello

### David dels Espectadors
- Il primo Natale, dirigida per Ficarra e Picone[5]

### David speciale
- Franca Valeri[6]